# Tony Burton
Pour les articles homonymes, voir Burton.
Anthony Burton, dit Tony Burton, est un acteur américain né le 23 mars 1937 à Flint, dans le Michigan (États-Unis), et mort le 25 février 2016 en Californie. Il est notamment connu pour son rôle de Tony "Duke" Evers, l'entraîneur d’ Apollo Creed, le boxeur puis de Rocky Balboa (son ami) dans le film Rocky et ses suites.

## Biographie
Originaire de l'État du Michigan, dans le nord des États-Unis, Tony Burton finit ses études secondaires à Flint en 1955, où il fait du football américain et du baseball. Mais c'est en boxe qu'il remporte deux « Gants d'or » à Flint dans les années 1950. Après un séjour de trois ans et demi en prison pour une affaire de cambriolages en Californie, il reprend ses études et une formation d'acteur.
Son rôle le plus connu est celui de Tony "Duke" Evers, l'entraîneur du boxeur Apollo Creed puis de Rocky Balboa dans le film Rocky et ses suites ; il est le troisième personnage (derrière Rocky et Paulie) à apparaître dans les six films de la saga.
Mise à part la saga Rocky, il apparaît dans d'autres films comme Assaut de John Carpenter en 1976, Shining de Stanley Kubrick et Faut s'faire la malle de Sidney Poitier en 1980. Malade depuis de nombreuses années, il n'apparaît pas dans Creed : L'Héritage de Rocky Balboa, spin-off de la saga des Rocky, sorti en 2015.
Son fils, Martin, décède en 2014 d'une crise cardiaque. Tony Burton meurt le 25 février 2016 d'une pneumonie en laissant sa femme, Rae, épousée quatre décennies auparavant.

## Filmographie

### Cinéma
- 1974 : Le Parrain noir de Harlem (The Black Godfather) : Sonny Spyder Brown
- 1976 : The River Niger : Black Policeman
- 1976 : La Grande traque (Trackdown) : Zelds
- 1976 : Bingo (The Bingo Long Traveling All-Stars & Motor Kings) : Issac, All-Star (CF)(C)
- 1976 : Assaut (Assault on Precinct 13) : Wells
- 1976 : Rocky : Tony Duke Evers (l'entraineur d'Apollo Creed)
- 1977 : Beyond Reason
- 1977 : Héros (Heroes) : Chef
- 1978 : Blackjack : Charles
- 1979 : Rocky 2 : Duke
- 1980 : Shining (The Shining) : Larry Durkin
- 1980 : Le Chasseur (The Hunter) : Garbageman #2
- 1980 : Faut s'faire la malle (Stir Crazy) de Sidney Poitier : Guy who Punches Big Mean
- 1980 : Inside Moves : Lucius
- 1982 : Rocky 3, l'œil du tigre (Rocky III) : Duke
- 1982 : The Toy : Jack's friend
- 1985 : Rocky 4 : Duke
- 1986 : Armé et dangereux (Armed and Dangerous) : Cappy
- 1990 : Side Out : Louie
- 1990 : Rocky 5 : Duke
- 1991 : House Party 2 : Mr. Lee
- 1991 : Hook ou la Revanche du Capitaine Crochet (Hook) : Bill Jukes
- 1992 : Absent Without Leave : Constable
- 1992 : Mission of Justice : Cedric Williams
- 1995 : Fatal Choice : Columbus
- 1995 : Private Obsession : Sergeant Jim Lytel
- 1995 : Cybertracker 2 (Cyber-Tracker 2) : Swain
- 1996 : Black Rose of Harlem : Turner
- 1997 : Me and the Gods
- 1997 : Flipping : Chuckie, 2-2 Card Club Manager
- 2000 : Knockout : Segent Hawkins
- 2003 : Les Maîtres du jeu (Shade) : Fedora
- 2003 : Exorcism : Bishop Harris
- 2006 : Rocky Balboa : Duke
- 2007 : Fanatique (Hack!) : Sheriff Stoker.

### Télévision
- 1983 : Agence tous risques (saison 2 épisode 3)
- 1977 : Ransom for Alice! (TV) : Fish Man
- 1977 : Kill Me If You Can (TV) : Price
- 1980 : Skag (en) (TV)
- 1980 : White Mama (TV) : Black Fighter
- 1980 : Scared Straight! Another Story (TV) : Rafer
- 1983 : Happy (TV) : Lt. J.L. Stevens
- 1985 : Heart of a Champion: The Ray Mancini Story (TV) : Grif
- 1986 : Oceans of Fire (TV) : Clay
- 1987 : On Fire (TV) : Wintchell
- 1987 : You Ruined My Life (TV) : Moustache
- 1988 : Police Story: Cop Killer (TV)
- 1992 : The Bulkin Trail (TV) : Music Teacher
- 1998 :  Les Sept Mercenaires, (Saison 1 episode 1)